# Craugastor bransfordii
Craugastor bransfordii is een kikker uit de familie Craugastoridae. De soort werd voor het eerst wetenschappelijk beschreven door Edward Drinker Cope in 1885. Oorspronkelijk werd de wetenschappelijke naam Lithodytes bransfordii gebruikt. De soort behoorde lange tijd tot het geslacht Eleutherodactylus.
De kikker komt voor in delen van Midden-Amerika en leeft in de landen Costa Rica, Nicaragua en Panama.